# وانگ نان (بازیکن تنیس روی میز)
وانگ نان (به چینی: 王楠 - Wang Nan) ورزشکار زن رشتهٔ تنیس روی میز اهل کشور چین است. وی در بین سال‌های ‎۲۰۰۰ تا ۲۰۰۸ میلادی در مسابقات بازی‌های المپیک تابستانی در مجموع ۵ مدال، شامل ۴ مدال طلا و ۱ نقره را کسب کرد.